# Alting har en begyndelse
Alting har en begyndelse er en dansk dokumentarfilm fra 2017 instrueret af Marie Limkilde.

## Handling
Udrustet med et speculum, en lommelygte og et spejl går tre unge piger på opdagelse i deres egen vagina for første gang. For at komme til at se rigtigt hjælper det at være flere. Redskaberne skifter hænder med en vis ærbødighed. De sterile ting bliver personlige. Et varmt kig ind af nøglehullet.